# Лозна (комуна, Ботошань)
Лозна (рум. Lozna) — комуна у повіті Ботошані в Румунії. До складу комуни входять такі села (дані про населення за 2002 рік):
- Лозна (1060 осіб)
- Стретень (1025 осіб)

Комуна розташована на відстані 390 км на північ від Бухареста, 36 км на північний захід від Ботошань, 132 км на північний захід від Ясс.

## Населення
У 2009 року у комуні проживали 2184 особи.

## Зовнішні посилання
- Дані про комуну Лозна на сайті Ghidul Primăriilor [Архівовано 20 жовтня 2010 у Wayback Machine.]